# Yagua
Yagua (Nihamwo) /yagua =crven. Dolazi po običaju bojenja tijela crvenom bojom koju dobivaju od achiote (Bixa orellana)/, pleme američkih Indijanaca porodice Peba-Yagua, naseljeno na zapadu bazena Amazone, u kišnim šumama u blizini Iquitosa u Peruu. Područje što ga naseljavaju pripada regiji Loreto Sami sebe oni nazivaju Nihamwo (=ljudi), a srodni su jezično plemenima Peba Masamae i Yameo, od kojih su prva dva nestali. 
Yagua Indijanci žive od lova, ribolova i sakupljanja. Njihovo glavno oružje, po čemu su i najpoznatiji, je puhaljka (cerbatana ili pucuna) kojima snažnim puhanjem izbacuju malene otrovne strelice premazane kurareom, a služi u lovu na majmune i drugu manju šumsku divljač. Curare dobivaju iz biljke Chondrodendron tomentosum (vidi) jedne vrste lijane (tomentosum) od koje se za pripravu otrova koristi list. Za izradu ovog otrova koriste još neke biljke, a znanje dostupno je samo šamanima, koji to prenose s koljena na koljeno. Odjeća Yagua su boje kojim se mažu i suknje rađene od palminih vlakana biljke aguaje Mauritia flexuosa, u etnološkoj građi nazivane  "grass skirts."
Pleme Yagua vješto je osim u proizvodnji otrova kurare i puhaljki i u izradi raznih rukotvorina, kao što su flaute (sutendiu), lutke, košare, ogrlica od sjemenki i u drvorezbarstvu. 
Tijekom svojih ceremonija masatiadas koriste alkoholno piće poznato kao masato. Najvažniji plesovi (atunas), izvode se uz pratnju sutendiu-flauta. 
Suvremeni Yague danas znatan prihod ostvaruju i od turista, koji za tu priliku oblaće tradicionalne  suknje od trave' , nakon čega se opet presvlaće u  'jeans' .

## Vanjske poveznice
- The Yagua Indians: Masters of Curare
- John Waymire, The Yagua and Their Blowguns
- Yagua Indians
- The Amazon Jungle  Arhivirana inačica izvorne stranice od 16. svibnja 2008. (Wayback Machine)